# Hélder Spínola
Hélder Spínola de Freitas (* 12. Juni 1973 in Mosambik) ist ein portugiesischer Biologe und Umweltaktivist sowie Sprecher der Umweltschutz-Organisation Quercus.
Spínola beendete 1996 ein Studium der Biologie an der Universität Madeira in Funchal. 1997/98 war er als Lehrer auf dem portugiesischen Festland und 1998/99 auf seiner Heimatinsel in Machico als Lehrer der Naturwissenschaften tätig. 2006 promovierte er mit Auszeichnung in Funchal über das Thema „Genetische Diversität des HLA-Systems in Portugal, Cabo Verde und Guinea-Bissau“.
Internationale Beachtung fand seine Kritik als Sprecher der portugiesischen Umweltorganisation Quercus an Bau- und Umweltsünden nach der Überschwemmungskatastrophe auf Madeira im Februar 2010. Dafür wurde er vom Präsidenten der Autonomieregion Alberto João Jardim als „niederträchtig“ und „unqualifiziert“ bezeichnet. Spínola rügt unter anderem die Verbauung von Flusstälern, überdimensionierte Straßen und die Nichtbeachtung von Schutzzonen, insbesondere in den Uferbereichen des Atlantik.

## Veröffentlichungen
- Roteiro turístico [do] Concelho da Ponta do Sol
- Roteiro turístico [da] Freguesia de São Jorge
- Roteiro turístico (do) Concelho de Santana
- Roteiro cultural [do] Concelho de MachicoIlha da Madeira
- Quercus ambiente
- Municipality of Ponta do SolMadeira islandtourist guide
- Municipality of Machicocultural guideMadeira island
- Guia turístico [da] Freguesia de Santana
- Biodiversidade no arquipélago da Madeira